# Dark Endless
Dark Endless es el primer álbum de estudio de la banda sueca de black metal Marduk. Fue grabado y mezclado en los estudios Hellspawn durante cuatro días en junio de 1992 y fue lanzado hasta diciembre a través de No Fashion Records. Como en muchos álbumes debut de black metal, el estilo de este álbum mezcla voces típicas del black con predominates características musicales del death metal. Dark Endless es el único álbum de Marduk que cuenta con la participación de Andreas Axelsson en las voces y Rikard Kalm en el bajo, y en el segundo álbum Those of the Unlight, ellos fueron reemplazados por Joakim Göthberg (quien  previamente había colaborado con las voces) y B. War respectivamente.

## Lista de canciones
| N.º | Título                                 | Duración |  |
| 1.  | «Still Fucking Dead (Here's No Peace)» | 3:58     |  |
| 2.  | «The Sun Turns Black as Night»         | 3:06     |  |
| 3.  | «Within the Abyss»                     | 3:41     |  |
| 4.  | «The Funeral Seemed to Be Endless»     | 3:37     |  |
| 5.  | «Departure from the Mortals»           | 3:24     |  |
| 6.  | «The Black...»                         | 4:03     |  |
| 7.  | «Dark Endless»                         | 3:53     |  |
| 8.  | «Holy Inquisition»                     | 4:25     |  |

| Bonus tracks |                                                          |          |  |
| N.º          | Título                                                   | Duración |  |
| 10.          | «Departure from the Mortals» (Live; Reissue bonus track) | 5:39     |  |
| 11.          | «Within the Abyss» (Live; Reissue bonus track)           | 5:38     |  |
| 12.          | «Still Fucking Dead» (Live; Reissue bonus track)         | 2:05     |  |
| 13.          | «The Black Goat» (Live; Reissue bonus track)             | 2:54     |  |
| 14.          | «Evil Dead» (Live, Death cover; Reissue bonus track)     | 5:39     |  |

## Relanzamiento
El álbum fue lanzado con bonus en formáto digipak el 4 de abril de 2006. El intro del álbum y la canción "Still Fucking Dead (Here's No Peace)" eran originalmente una sola canción pero fueron divididas por Regain Records al relanzar el álbum. Las canciones fueron tituladas en la versión relanzada como "The Eye of Funeral" y "Still Fucking Dead" (quitando totalmente el segmento "Here's No Peace" del título). Por eso, el bonus tracks en el inicio del disco es la pista 10 en lugar de la pista 9.

## Créditos
- Andreas Axelsson – voz
- Morgan Steinmeyer Håkansson – guitarra
- Magnus "Devo" Andersson – guitarra
- Rikard Kalm – bajo
- Joakim Göthberg – voz, batería
- Dan Swanö – mezclas